# Moje Betlejem
Moje Betlejem – trzynasty album zespołu Skaldowie, zawierający kolędy autorstwa Jacka Zielińskiego i Leszka Aleksandra Moczulskiego.

## Lista utworów
1. "Ach, gdzie ja szedłem" (J.Zieliński - L.A.Moczulski) – 2.05
2. "Wstrzymały się wody Cedronu" (J.Zieliński - L.A.Moczulski) – 2.15
3. "Świat jest piękny od Panienki" (J.Zieliński - L.A.Moczulski) – 1.25
4. "Moje Betlejem" (J.Zieliński - L.A.Moczulski) – 2.12
5. "Dobra nowina" (J.Zieliński - L.A.Moczulski) – 1.55
6. "Twarde karki pochylajmy" (J.Zieliński - L.A.Moczulski) – 1.55
7. "Pan narodzony" (J.Zieliński - L.A.Moczulski) – 2.06
8. "Zbawiciela ujrzeliśmy" (J.Zieliński - L.A.Moczulski) – 1.26
9. "Złota Jerozolima i biedne Betlejem" (J.Zieliński - L.A.Moczulski) – 2.48
10. "Błogosławmy dzwonkami" (J.Zieliński - L.A.Moczulski) – 1.41
11. "Z gór zejdziemy" (J.Zieliński - L.A.Moczulski) – 4.50
12. "Przed śmiertelnymi na sianku leżysz" (J.Zieliński - L.A.Moczulski) – 5.02
13. "Hymn o miłości" (J.Zieliński - M.Skwarnicki) – 4.50

Wydania uzupełniające
- "Złota Jerozolima i biedne Betlejem" (instr) – tylko na kasecie MC Starling (1993)
- najpiękniejsze kolędy – tylko na CD 017 Gamma:

1. "Pójdźmy wszyscy do stajenki"
2. "Gdy śliczna panna"
3. "Jezus malusieńki"
4. "Bóg się rodzi"
5. "Cicha noc"

## Skład nagrań
- Jacek Zieliński – skrzypce, trąbka, fortepian, altówka, śpiew
- Konrad Ratyński – gitara basowa
- Jan Budziaszek – perkusja
- Grzegorz Górkiewicz – instrumenty klawiszowe
- Bogumił Zieliński – gitary, śpiew
- Gabriela Zielińska – śpiew
- Schola D.A. "Na miasteczku"